# كاريك فيليكس
كاريك فيليكس (بالإنجليزية: Carrick Felix)‏ مواليد 17 أغسطس 1990 في غوديير، هو لاعب كرة سلة محترف أمريكي بدأ مسيرته الاحترافية في سنة 2013 حيث تم اختياره من قبل فريق كليفلاند كافالييرز خلال الدرافت. يبلغ طوله 6 قدم 6 بوصة (2.0 م).

## إحصائيات المسيرة

### الموسم الاعتيادي
| السنة   | الفريق             | لعب | بدأ | دقيقة | ميداني% | ثلاثية | حرة  | ارتداد | صنع | استلاب | تصدي | نقطة |
| ------- | ------------------ | --- | --- | ----- | ------- | ------ | ---- | ------ | --- | ------ | ---- | ---- |
| 2013–14 | كليفلاند كافالييرز | 7   | 0   | 5.4   | .500    | .400   | .750 | .9     | .6  | .0     | .0   | 2.7  |
| المسيرة |                    | 7   | 0   | 5.4   | .500    | .400   | .750 | .9     | .6  | .0     | .0   | 2.7  |

## روابط خارجية
- كاريك فيليكس على موقع إن بي أي (الإنجليزية)
- كاريك فيليكس على موقع سبورتس رفرنس (الإنجليزية)
- كاريك فيليكس على موقع كرة السلة الأوروبية.كوم (الإنجليزية)
- كاريك فيليكس على موقع كلية كرة السلة في سبورتس رفرنس.كوم (الإنجليزية)
- كاريك فيليكس على موقع ريلجم (الإنجليزية)
- كاريك فيليكس على موقع بروبوليرز (الإنجليزية)
- كاريك فيليكس على موقع سبورتس رفرنس (الإنجليزية)
- كاريك فيليكس على موقع سبورتس رفرنس (الإنجليزية)